# Kleine Winkelspinnen
Die Kleinen Winkelspinnen (Tegenaria) sind eine Gattung aus der Familie der Trichterspinnen (Agelenidae). In Europa sind mindestens 62 Arten heimisch. Die bekanntesten Vertreter der Gattung sind die auch in Häusern, Schuppen, Stallungen oder Scheunen lebenden Mauerwinkelspinne (Tegenaria parietina) und Waldwinkelspinne (Tegenaria silvestris). Weltweit umfasst die Gattung aktuell 115 Arten (Stand: April 2016).

## Merkmale
Alle Arten dieser Gattung sind nachtaktiv, meist sehr schnell, hellbraun bis rötlich-braun oder dunkelbraun, mit meist beborsteten, teilweise auch fein behaarten, langen Beinen. Charakteristisches Bestimmungsmerkmal innerhalb dieser Gattung ist das Brustmal (auf dem Sternum). Auffällig ist ein teilweise markant ausgebildetes, verwinkelt anmutendes Muster auf der Oberseite des Opisthosomas, das der Gattung auch ihren deutschen Trivialnamen verlieh.

## Arten
Morphologisch kann man bei den Winkelspinnen zwei Gruppen unterscheiden. Die Männchen der einen Gruppe tragen auf ihren Pedipalpen je einen kurzen, dicken Embolus, dazu gehört die Typusart der Gattung, die Hauswinkelspinne (Tegenaria domestica). Die Männchen der anderen Gruppe besitzen einen langen, fadenförmigen Embolus. Ein solcher Embolus ist charakteristisch für die Gattung Malthonica, weshalb 2005 einige Arten der Gattung Tegenaria in diese Gattung transferiert wurden. Alle mitteleuropäischen Arten dieser Gattung wurden aber 2010 zurück nach Tegenaria transferiert und sind heute wieder in dieser Gattung enthalten.
Die folgenden Arten sind für Mitteleuropa nachgewiesen:
- Tegenaria campestris C. L. Koch, 1834
- Hauswinkelspinne (Tegenaria domestica (Clerck, 1757))
- Rostrote Winkelspinne (Tegenaria ferruginea) (Panzer, 1804)
- Tegenaria mirifica Thaler, 1987 (in den Alpen endemisch)
- Tegenaria pagana C. L. Koch, 1840
- Mauerwinkelspinne (Tegenaria parietina (Fourcroy, 1785))
- Waldwinkelspinne (Tegenaria silvestris L. Koch, 1872)
- Tegenaria tridentina L. Koch, 1872 (in den Alpen endemisch)

Der World Spider Catalog listet für die Kleinen Winkelspinnen aktuell 115 Arten. (Stand: April 2016)
- Tegenaria abchasica Charitonov, 1941
- Tegenaria achaea Brignoli, 1977
- Tegenaria adomestica Guseinov, Marusik & Koponen, 2005
- Tegenaria africana Lucas, 1846
- Tegenaria agnolettii Brignoli, 1978
- Tegenaria angustipalpis Levy, 1996
- Tegenaria anhela Brignoli, 1972
- Tegenaria animata Kratochvíl & Miller, 1940
- Tegenaria annae Bolzern, Burckhardt & Hänggi, 2013
- Tegenaria annulata Kulczyński, 1913
- Tegenaria argaeica Nosek, 1905
- Tegenaria ariadnae Brignoli, 1984
- Tegenaria armigera Simon, 1873
- Tegenaria averni Brignoli, 1978
- Tegenaria bayeri Kratochvíl, 1934
- Tegenaria bayrami Kaya et al., 2010
- Tegenaria blanda Gertsch, 1971
- Tegenaria bosnica Kratochvíl & Miller, 1940
- Tegenaria bozhkovi (Deltshev, 2008)
- Tegenaria campestris (C. L. Koch, 1834)
- Tegenaria capolongoi Brignoli, 1977
- Tegenaria carensis Barrientos, 1981
- Tegenaria caverna Gertsch, 1971
- Tegenaria chebana Thorell, 1897
- Tegenaria chiricahuae Roth, 1968
- Tegenaria chumachenkoi Kovblyuk & Ponomarev, 2008
- Tegenaria circeoensis Bolzern, Burckhardt & Hänggi, 2013
- Tegenaria comnena Brignoli, 1978
- Tegenaria comstocki Gajbe, 2004
- Tegenaria concolor Simon, 1873
- Tegenaria cottarellii Brignoli, 1978
- Tegenaria croatica Bolzern, Burckhardt & Hänggi, 2013
- Tegenaria daiamsanesis Kim, 1998
- Tegenaria dalmatica Kulczyński, 1906
- Tegenaria decolorata Kratochvíl & Miller, 1940
- Tegenaria decora Gertsch, 1971
- Tegenaria dentifera Kulczyński, 1908
- Tegenaria domestica (Clerck, 1757)
- Tegenaria eleonorae Brignoli, 1974
- Tegenaria elysii Brignoli, 1978
- Tegenaria epacris Levy, 1996
- Tegenaria faniapollinis Brignoli, 1978
- Tegenaria femoralis Simon, 1873
- Tegenaria ferruginea (Panzer, 1804)
- Tegenaria flexuosa F. O. Pickard-Cambridge, 1902
- Tegenaria florea Brignoli, 1974
- Tegenaria forestieroi Brignoli, 1978
- Tegenaria gertschi Roth, 1968
- Tegenaria halidi Guseinov, Marusik & Koponen, 2005
- Tegenaria hamid Brignoli, 1978
- Tegenaria hasperi Chyzer, 1897
- Tegenaria hauseri Brignoli, 1979
- Tegenaria hemanginiae Reddy & Patel, 1992
- Tegenaria henroti Dresco, 1956
- Tegenaria ismaillensis Guseinov, Marusik & Koponen, 2005
- Tegenaria karaman Brignoli, 1978
- Tegenaria lapicidinarum Spassky, 1934
- Tegenaria lehtineni (Guseinov, Marusik & Koponen, 2005)
- Tegenaria lenkoranica (Guseinov, Marusik & Koponen, 2005)
- Tegenaria levantina Barrientos, 1981
- Tegenaria longimana Simon, 1898
- Tegenaria lunakensis Tikader, 1964
- Tegenaria lyncea Brignoli, 1978
- Tegenaria maelfaiti Bosmans, 2011
- Tegenaria mamikonian Brignoli, 1978
- Tegenaria maroccana Denis, 1956
- Tegenaria maronita Simon, 1873
- Tegenaria mediterranea Levy, 1996
- Tegenaria melbae Brignoli, 1972
- Tegenaria mercanturensis Bolzern & Hervé, 2010
- Tegenaria mexicana Roth, 1968
- Tegenaria michae Brignoli, 1978
- Tegenaria mirifica Thaler, 1987
- Tegenaria montana Deltshev, 1993
- Tegenaria montiszasensis Bolzern, Burckhardt & Hänggi, 2013
- Tegenaria nakhchivanica (Guseinov, Marusik & Koponen, 2005)
- Tegenaria oribata Simon, 1916
- Tegenaria pagana C. L. Koch, 1840
- Tegenaria parietina (Fourcroy, 1785)
- Tegenaria parmenidis Brignoli, 1971
- Tegenaria parvula Thorell, 1875
- Tegenaria pasquinii Brignoli, 1978
- Tegenaria percuriosa Brignoli, 1972
- Tegenaria pieperi Brignoli, 1979
- Tegenaria pindosiensis Bolzern, Burckhardt & Hänggi, 2013
- Tegenaria podoprygorai (Kovblyuk, 2006)
- Tegenaria pontica Charitonov, 1947
- Tegenaria pseudolyncea (Guseinov, Marusik & Koponen, 2005)
- Tegenaria racovitzai Simon, 1907
- Tegenaria ramblae Barrientos, 1978
- Tegenaria regispyrrhi Brignoli, 1976
- Tegenaria rhodiensis Caporiacco, 1948
- Tegenaria rilaensis Deltshev, 1993
- Tegenaria rothi Gertsch, 1971
- Tegenaria sbordonii Brignoli, 1971
- Tegenaria schmalfussi Brignoli, 1976
- Tegenaria schoenhoferi Bolzern, Burckhardt & Hänggi, 2013
- Tegenaria scopifera Barrientos, Ribera & Pons, 2002
- Tegenaria selva Roth, 1968
- Tegenaria serrana Barrientos & Sánchez-Corral, 2013
- Tegenaria shillongensis Barman, 1979
- Tegenaria silvestris L. Koch, 1872
- Tegenaria talyshica Guseinov, Marusik & Koponen, 2005
- Tegenaria taurica Charitonov, 1947
- Tegenaria tekke Brignoli, 1978
- Tegenaria tlaxcala Roth, 1968
- Tegenaria tridentina L. Koch, 1872
- Tegenaria tyrrhenica Dalmas, 1922
- Tegenaria vallei Brignoli, 1972
- Tegenaria vanensis Danişman & Karanfil, 2015
- Tegenaria vankeerorum Bolzern, Burckhardt & Hänggi, 2013
- Tegenaria vignai Brignoli, 1978
- Tegenaria wittmeri Brignoli, 1978
- Tegenaria zagatalensis Guseinov, Marusik & Koponen, 2005
- Tegenaria zamanii Marusik & Omelko, 2014

### Transferierte Arten
Zur Gattung Histopona zugerechnet wird die in Wäldern und unter Baumwurzeln vorkommende Waldtrichterspinne (Histopona torpida, früher: Tegenaria torpida).
2013 wurden einige Arten, die bisher zur Gattung Tegenaria gerechnet worden waren, in die neue Gattung Eratigena ausgegliedert, darunter die mitteleuropäischen Arten:
- Feldwinkelspinne (Eratigena agrestis (Walckenaer, 1802))
- Große Winkelspinne (Eratigena atrica (C. L. Koch, 1843))
- Westliche Winkelspinne (Eratigena saeva (Blackwall, 1844))
- Dunkle Winkelspinne (Eratigena picta (Simon, 1870))

Die Große Winkelspinne (Eratigena atrica (C. L. Koch, 1843)) war die „Spinne des Jahres 2008“.